# Appa Sherpa

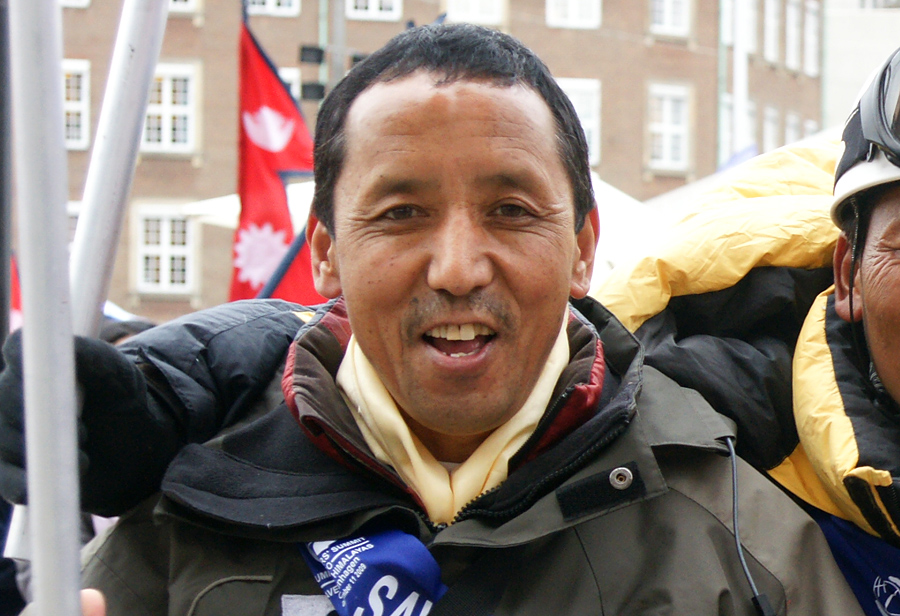
Appa Sherpa (Lhakpa Tenzing Sherpa), 2009

Appa Sherpa oder Lhakpa Tenzing Sherpa ist ein nepalesischer Höhenbergsteiger vom Volk der Sherpa. Er ist bekannt als derjenige Mensch, der erstmals zum 21. Mal (Stand: 11. Mai 2011) auf dem Gipfel des Mount Everest stand. Er wurde zwischen 1960 und 1962 im Dorf Thame geboren. Appa selbst ist sich seines Geburtsdatums nicht sicher, da die Sherpa keine Geburtsaufzeichnungen haben.

## Hintergrund
Appa wuchs am Fuß des Mount Everest auf. Er begann in früher Jugend, Ausrüstung zu tragen und Bergsteiger und Trekker zu unterstützen.
Im Alter von 27 Jahren, während der Sommersaison 1988, heiratete er Yang Chi, ebenfalls aus der Gegend des Dorfs Thame. Mit ihr hat er vier Kinder.
Appa ging 1989 das erste Mal mit einem neuseeländischen Team an den Mount Everest, geführt von dem erfahrenen Bergführer Rob Hall. Hiermit begann für Appa eine Karriere als Sirdar oder Chef-Sherpa für viele Hochgebirgsexpeditionen. 
Er erhielt Ehrenmedaillen des Königs von Nepal und andere Ehrungen. Mehrere weitere Sherpas standen annähernd so oft wie Appa Sherpa auf dem Everest. Unter den Bergsteigern, die nicht dem Sherpa-Volk angehören, kommt der Amerikaner Dave Hahn mit fünfzehn Besteigungen dieser Leistung am nächsten.
Im Dezember 2006 zog Appa mit seiner Familie nach Draper, Utah, in die USA, um seinen Kindern eine gute Ausbildung zu ermöglichen. Einige seiner amerikanischen Freunde unterstützten seinen Umzug. Appa arbeitet in einem Outdoor-Ausrüstungsladen und veranstaltet Lesungen.

## Erfolge

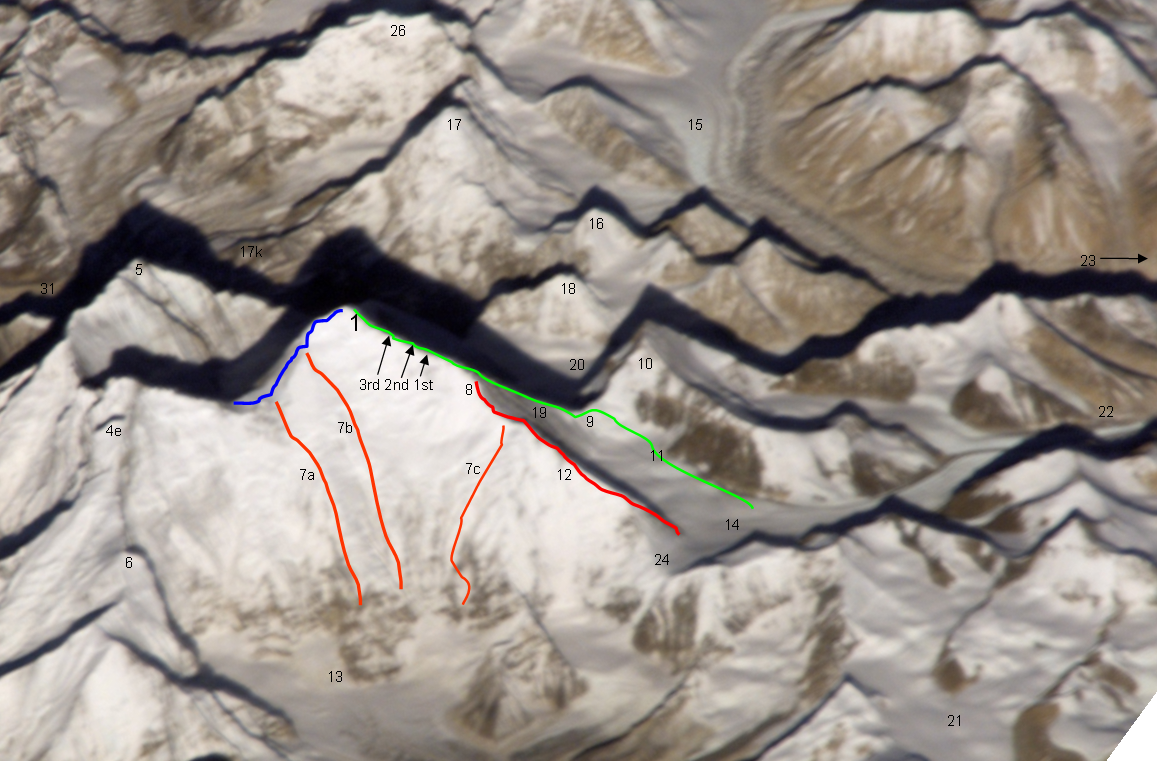
Mount Everest von Osten, Kangshung-Wand, mit Routen:
blau = obere Normalroute Süd aus Nepal, ab Südsattel
(untere Süd-Route im Western Qwm im Schatten des Everest)
grün = Normalroute Nord aus dem Ost-Rongpu-Tal

Am 10. Mai 1990 erreichte er mit Rob Hall, Gary Ball und Peter Hillary zum ersten Mal den Gipfel. Im Frühjahr 1991 schloss er sich der Sherpa-Expedition an und erreichte mit Peter Athans (USA), Ang Temba und Sonam Dendu den Gipfel. Zwei Jahre nach ihrem ersten gemeinsamen Erfolg erreichten Rob Hall und Appa erneut den Gipfel, wiederum am 10. Mai, diesmal während Rob Halls erster kommerzieller Expedition. Sie waren enge Freunde geworden. Im Herbst desselben Jahres begann er seine Tätigkeit als Sirdar (Chef der Hochgebirgsträger) für eine Expedition der USA und erreichte wieder den Gipfel. Als er im Frühjahr 1992 von Todd Burleson (USA) als Sirdar angeheuert wurde, erreichte er mit Burleson und Wally Berg den Gipfel das fünfte Mal binnen drei Jahren. Bis zum Herbst 1994 kam er nicht zum Berg zurück, als er dann mit dem Japaner Mihara auf den Gipfel ging. Im folgenden Frühjahr war er mit Brad Bull (USA), Tommy Heinrich (Argentinien) und mit seinem Bruder Ang Rita wiederum oben, das erste Brüderpaar, das zur gleichen Zeit auf dem Gipfel war. Rob Hall bat ihn verschiedentlich, mit ihm in der später so verhängnisvoll verlaufenen Saison 1996 zu arbeiten, aber Appa baute gerade seine Lodge und folgte den Bitten seiner Frau, den Bau zu vollenden. In dieser Saison kamen Rob Hall  und elf weitere Bergsteiger in einem Schneesturm in der Gipfelregion des Mount Everest ums Leben, siehe Unglück am Mount Everest (1996). 
Anatoli Bukrejew gab ihm 1997 Arbeit in einer indonesischen Expedition, mit der er den Gipfel zum achten Mal in acht Versuchen erreichte. Während des Herbstes 1997 ging Appa mit einer Schweizer Expedition das erste Mal an die tibetische Nordseite. Appa und ein weiteres Expeditionsmitglied erreichten 8700 Meter in tiefem Schnee. Appa bestand darauf, dass der Schweizer mit seinem Snowboard abfährt und stieg dann allein zu Tal, bis ihm Stephane Schaffter auf 7000 Metern am North Col zu Hilfe kam. Dies war das erste Mal seit 1989, dass Appa nicht auf den Gipfel kam. Er ging in der Saison 1999 wieder zur Nordseite und bestieg den Berg. Während der beiden Frühjahre 1998 und 2000 war er jeweils mit Aufräum-Expeditionen mit Bob Hoffman (USA) am Berg und war zuletzt das zehnte Mal auf dem Gipfel. 
Im Frühjahr 2001 war er wieder auf der Südroute mit Japanern unterwegs. Nachdem er wieder zurück im Basislager war, wurden Babu Chiri Sherpa und er nach Kathmandu geflogen, um von Nepals damaligem König Birendra geehrt zu werden, Babu Chiri für zehn Gipfelanstiege und für seinen erfolgreichen Versuch, 21 Stunden ohne zusätzlichen Sauerstoff auf dem Gipfel zu bleiben, und Appa für elf Anstiege. Diese beiden Männer, die in den Medien als Rivalen dargestellt wurden, waren enge und loyale Freunde. Als kurz darauf Babu Chiri in einer Lawine ums Leben kam, setzte Appa seine Bergsteigerkarriere fort, nun gegen den erklärten Willen seiner Familie.
Am 22. Mai 2010 erreichte er, als Angehöriger einer Expedition des 13-jährigen Jordan Romero, zum 20. Mal den Gipfel des Mount Everest. Am 11. Mai 2011 stand er sein 21. und letztes Mal auf dem Gipfel.
In der Saison 2017 wurde sein Rekord durch den Sherpa Kami Rita zunächst eingestellt, der dann im Folgejahr am 16. Mai 2018 zum 22. Mal auf dem Everest stand und damit den Rekord von Appa Sherpa übertraf (Stand Mai 2018).